# Войнеговци
Войнеговци (болг. Войнеговци) — село в Болгарии. Находится в Городской области Софии, входит в общину Столична. Население составляет 559 человек.

## Политическая ситуация
В местном кметстве Войнеговци, в состав которого входит Войнеговци, должность кмета (старосты) исполняет Емил Иванов Алексиев (Граждане за европейское развитие Болгарии (ГЕРБ)) по результатам выборов.
Кмет (мэр) общины Столична — Бойко Методиев Борисов (Граждане за европейское развитие Болгарии (ГЕРБ)) по результатам выборов.